# 中東遠消防指令センター
中東遠消防指令センターは、中東遠地域5市1町（磐田市・袋井市・森町・掛川市・菊川市・御前崎市）の5消防本部で共同運用している通信指令センター。
通称「中東遠指令」

## 概要
- 5市1町からの119番通報は、すべて中東遠指令につながり、大規模災害や広域的な災害などにも迅速に対応できるようになっている。 無線はデジタル化されている。

## 指令音
- NECの指令システムを採用しており、声は女声。予告指令の後本指令が流れる仕様となっている。

## 沿革
- 2012年3月26日　磐田市消防本部を磐田市消防庁舎（磐田市今之浦）から磐田市役所福田支所（磐田市福田）に移転、これに伴い5市1町の指令センターを同所にある中東遠指令に集約。